# Косарово (Ржевский район)
Косарово — упразднённая деревня в Ржевском районе Тверской области России. Находилась на территории современного сельского поселения «Чертолино».

## География
Расположена деревня на юге области, в зоне смешанных лесов, у реки Добрыня.

## История
Входила в Афанасовский сельсовет.

## Транспорт
Просёлочные дороги.